# Prosaptia stenobasis
Prosaptia stenobasis là một loài dương xỉ trong họ Polypodiaceae. Loài này được Bak. mô tả khoa học đầu tiên..
Danh pháp khoa học của loài này chưa được làm sáng tỏ. 